# Стаций Статилий
Стаций Статилий (на латински: Statius Statilius) е генерал и вожд на луканите през 3 век пр.н.е.

## Биография
Той е първият известен от фамилията Статилии, стара сенаторска римска фамилия, произлизаща от Лукания. През 282 пр.н.е. той е победен от Гай Фабриций Лусцин, консул на Римската република.
Гай Фабриций Лусцин побеждава луканите и пленява Статилий. Рим настанява войски в гръцките градове Локри, Кротоне и Турии.
Неговият потомък Марий Статилий е лукански офицер, бие се на страната на Рим през Втората пуническа война (218 – 201 пр.н.е.).